# 䱵
䱵，又稱低眶鷹斑鯛，俗名短嘴格，为輻鰭魚綱鱸形目鱸亞目䱵科的其中一種。

## 分布
本魚分布于南非、東非、紅海、馬達加斯加、模里西斯、塞席爾群島、聖誕島、可可群島、印度、日本、中国南海诸岛海域和台湾、越南、菲律賓、印尼、澳洲、巴布亞紐幾內亞、密克羅尼西亞、薩摩亞群島、庫克群島、東加、斐濟、帛琉、吉里巴斯、法屬波里尼西亞等海域。该物种的模式产地在塔希提岛、社会群岛。

## 深度
水深1-40公尺。

## 特徵
本魚體延長呈橢圓形，頭部有一個短而鈍的口鼻部和一張大嘴，嘴向後延伸至眼睛的後緣，眼睛上方有一個低骨脊。體色呈土黃色，背部顏色較深。頭部及體側密布著許多不規則褐色斑紋，背鰭、臀期及尾鰭亦然。前鰓蓋骨的上緣有細鋸齒。嘴裡有兩種牙齒，外排犬齒和內排絨毛狀牙齒。 口腔頂部的中央和兩側也有牙齒。背鰭鰭棘部和鰭條部相連，中間有一深刻，硬棘末端有褐色穗狀分枝。胸鰭下半部有7枚肥大而不分枝的鰭條，其長度僅略大於上半部，背鰭硬棘10枚;背鰭軟條11枚;臀鰭硬棘3枚;臀鰭軟條6枚，體長可達30公分。

## 生態
本魚棲息於岩礁外緣區域，波浪較小處，其常停棲於礁石上，以一停一動方式游動，常以寬大的胸鰭之稱停在珊瑚或礁盤高處，如老鷹般伺機伏擊小魚或底棲甲殼類，屬肉食性。

## 經濟利用
可食用，但多做觀賞魚，另外也是遊釣魚種。